# Dabangg 3
Série
Dabangg 2
(2012)
Pour plus de détails, voir Fiche technique et Distribution.
Dabangg 3  est un film d'action indien sorti le 20 décembre 2019. Réalisé par Prabhu Deva Sundaram et produit par Arbaaz Khan pour Arbaaz Khan Productions, il s'agit du troisième volet de la trilogie Dabbang.

## Fiche technique
- Titre : Dabangg 3
- Réalisateur : Prabhu Deva Sundaram
- Scénario : Prabhu Deva Sundaram - Aloke Upadhyaya
- Musique : Sajid-Wajid - Sandeep Shirodkar (en)
- Production : Salman Khan, Arbaaz Khan, Nikhil Dwivedi
- Pays d'origine :  Inde
- Langue : hindi
- Format : Couleurs
- Genre : masala
- Durée : 141 minutes
- Date de sortie :
  - Inde : 20 septembre 2019

## Distribution
- Salman Khan : Inspecteur Chulbul "Robinhood" Pandey
- Sudeep (en) :  Bali Singh
- Sonakshi Sinha : Rajjo Pandey
- Arbaaz Khan : Makhanchand "Makkhi" Pandey
- Dimple Kapadia : Naini Devi